# Kim Martin Hasson
Kim Martin (née le 28 février 1986 à Stockholm en Suède) est une joueuse professionnelle de hockey sur glace. Elle évolue au poste de gardien de but en ligue élite jusqu'en 2019. Elle a remporté une médaille d'argent olympique aux jeux olympiques de 2006 à Turin et une médaille de bronze aux jeux olympiques de 2002. Elle a également remporté deux médailles de bronze aux championnats du monde et deux fois le championnat Suédois.

## Biographie

### Carrière en club
Kim Martin commence sa carrière en  2002-2003 en jouant dans le championnat féminin junior de deuxième division, la Allsvenskan. Elle commence sa carrière avec l'équipe moins de 18 ans du club de la ville de Stockholm, le Hammarby IF.
Au cours de  la saison 2005-2006, elle appartient au club de Malmö Redhawks du championnat masculin de seconde division (Allsvenskan) et aurait dû être la première femme à jouer en Suède à un niveau professionnel avec une équipe masculine mais comme elle devait rentrer à l'université du Minnesota à Duluth à la fin de la saison, elle ne fut pas autorisée à évoluer dans la ligue.
Elle fait ses débuts dans l'université américaine en 2006 et joue dans la conférence Western Collegiate Hockey Association du championnat universitaire.
Elle est championne d'Europe avec l'AIk à deux reprises (en 2004-2005 et 2005-2006) et fut élue meilleure gardien en 2005-2006.

### Carrière internationale
Elle est depuis longtemps titulaire dans l'Équipe de Suède féminine et a représenté son pays lors des compétitions suivantes :
Championnat du monde
- 2001, 2003 et 2004. En 2001, elle a 15 ans.
- Médaille de bronze : 2005

En 2002, elle participe aux Jeux olympiques d'hiver à Salt Lake City (États-Unis) et gagne la médaille de bronze dans la petite finale pour la troisième place.
En 2006, elle participe aux Jeux olympiques d'hiver à Turin (Italie) et gagne la médaille d'argent avec son équipe en perdant en finale contre le Canada.
En 2010, aux Jeux olympiques d'hiver à Vancouver (Canada) elle se classe à la quatrième place.

## Statistiques

### En club
| Saison    | Équipe                       | Ligue               |                            | Saison régulière           | Saison régulière           | Saison régulière           | Saison régulière           | Saison régulière           | Saison régulière           | Saison régulière           | Saison régulière           | Saison régulière           |                            | Séries éliminatoires       | Séries éliminatoires       | Séries éliminatoires       | Séries éliminatoires       | Séries éliminatoires       | Séries éliminatoires       | Séries éliminatoires       | Séries éliminatoires | Séries éliminatoires |
| Saison    | Équipe                       | Ligue               | PJ                         | V                          | D                          | Min                        | BC                         | Moy                        | % Arr                      | Bl                         | Pun                        | PJ                         | V                          | D                          | Min                        | BC                         | Moy                        | % Arr                      | Bl                         | Pun                        |                      |                      |
| 2002-2003 | Hammarby IF                  | Allsvenskan Jr.18   | 4                          |                            |                            | 248                        | 18                         | 4,35                       |                            | 0                          |                            | -                          | -                          | -                          | -                          | -                          | -                          | -                          | -                          | -                          |                      |                      |
| 2002-2003 | Hammarby IF                  | Superelit Jr.20     | 2                          |                            |                            | 61                         | 3                          | 2,95                       |                            | 0                          |                            | -                          | -                          | -                          | -                          | -                          | -                          | -                          | -                          | -                          |                      |                      |
| 2003-2004 | Hammarby IF                  | Allsvenskan Jr.18   | 7                          |                            |                            | 384                        | 12                         | 4,21                       |                            | 0                          |                            | -                          | -                          | -                          | -                          | -                          | -                          | -                          | -                          | -                          |                      |                      |
| 2004-2005 | AIK Hockey                   | Division 1 féminine | -                          | -                          | -                          | -                          | -                          | -                          | -                          | -                          | -                          | 2                          |                            |                            |                            |                            | 1,54                       | 94,4                       |                            |                            |                      |                      |
| 2005-2006 | Malmö Redhawks               | Superelit Jr.20     | 1                          |                            |                            | 40                         | 5                          | 7,50                       |                            | 0                          |                            | -                          | -                          | -                          | -                          | -                          | -                          | -                          | -                          | -                          |                      |                      |
| 2006-2007 | Bulldogs de Minnesota-Duluth | NCAA                | 21                         |                            |                            |                            |                            | 1,58                       | 94,1                       |                            |                            |                            |                            |                            |                            |                            |                            |                            |                            |                            |                      |                      |
| 2007-2008 | Bulldogs de Minnesota-Duluth | NCAA                | 36                         |                            |                            |                            |                            | 1,45                       | 94,8                       |                            |                            |                            |                            |                            |                            |                            |                            |                            |                            |                            |                      |                      |
| 2008-2009 | Bulldogs de Minnesota-Duluth | NCAA                | 22                         |                            |                            |                            |                            | 1,72                       | 93,3                       |                            |                            |                            |                            |                            |                            |                            |                            |                            |                            |                            |                      |                      |
| 2010-2011 | Bulldogs de Minnesota-Duluth | NCAA                | 20                         |                            |                            |                            |                            | 1,38                       | 94,7                       |                            |                            |                            |                            |                            |                            |                            |                            |                            |                            |                            |                      |                      |
| 2011-2012 | HK Tornado Dmitrov           | JHL                 | Statistiques indisponibles | Statistiques indisponibles | Statistiques indisponibles | Statistiques indisponibles | Statistiques indisponibles | Statistiques indisponibles | Statistiques indisponibles | Statistiques indisponibles | Statistiques indisponibles | Statistiques indisponibles | Statistiques indisponibles | Statistiques indisponibles | Statistiques indisponibles | Statistiques indisponibles | Statistiques indisponibles | Statistiques indisponibles | Statistiques indisponibles | Statistiques indisponibles |                      |                      |
| 2012-2013 | Linköpings HC                | SDHL                | 24                         |                            |                            |                            |                            | 2,23                       | 92,6                       |                            |                            | 4                          |                            |                            |                            |                            | 0,93                       | 96,4                       |                            |                            |                      |                      |
| 2013-2014 | Linköpings HC                | SDHL                | 18                         |                            |                            |                            |                            | 1,10                       | 95                         |                            |                            | 3                          |                            |                            |                            |                            | 2,32                       | 92,1                       |                            |                            |                      |                      |
| 2014-2015 | Linköpings HC                | SDHL                | 17                         |                            |                            |                            |                            | 1,06                       | 95,6                       |                            |                            | 4                          |                            |                            |                            |                            | 0,27                       | 98,8                       |                            |                            |                      |                      |
| 2015-2016 | Linköpings HC                | SDHL                | Statistiques indisponibles | Statistiques indisponibles | Statistiques indisponibles | Statistiques indisponibles | Statistiques indisponibles | Statistiques indisponibles | Statistiques indisponibles | Statistiques indisponibles | Statistiques indisponibles | Statistiques indisponibles | Statistiques indisponibles | Statistiques indisponibles | Statistiques indisponibles | Statistiques indisponibles | Statistiques indisponibles | Statistiques indisponibles | Statistiques indisponibles | Statistiques indisponibles |                      |                      |
| 2018-2019 | Linköpings HC                | SDHL                | Statistiques indisponibles | Statistiques indisponibles | Statistiques indisponibles | Statistiques indisponibles | Statistiques indisponibles | Statistiques indisponibles | Statistiques indisponibles | Statistiques indisponibles | Statistiques indisponibles | Statistiques indisponibles | Statistiques indisponibles | Statistiques indisponibles | Statistiques indisponibles | Statistiques indisponibles | Statistiques indisponibles | Statistiques indisponibles | Statistiques indisponibles | Statistiques indisponibles |                      |                      |

### En équipe nationale
| Année | Équipe | Compétition          |   | PJ | Min | BC   | Moy  | % Arr | Bl | Pun                |  | Résultat |
| 2001  | Suède  | Championnat du monde | 2 |    |     | 2,84 | 87,1 |       |    | Septième place     |  |          |
| 2002  | Suède  | Jeux olympiques      | 3 |    |     | 1,67 | 93,9 |       |    | Médaille de bronze |  |          |
| 2004  | Suède  | Championnat du monde | 5 |    |     | 3,86 | 86,3 |       |    | Quatrième place    |  |          |
| 2005  | Suède  | Championnat du monde | 4 |    |     | 3,73 | 87,3 |       |    | Médaille de bronze |  |          |
| 2006  | Suède  | Jeux olympiques      | 3 |    |     | 2,21 | 92,7 |       |    | Médaille d'argent  |  |          |
| 2007  | Suède  | Championnat du monde | 3 |    |     | 1,03 | 95,8 |       |    | Médaille de bronze |  |          |
| 2008  | Suède  | Championnat du monde | 3 |    |     | 2,55 | 83,7 |       |    | Cinquième place    |  |          |
| 2009  | Suède  | Championnat du monde | 0 |    |     |      |      |       |    | Quatrième place    |  |          |
| 2010  | Suède  | Jeux olympiques      | 3 |    |     | 7,66 | 80   |       |    | Quatrième place    |  |          |
| 2011  | Suède  | Championnat du monde | 4 |    |     | 1,73 | 93   |       |    | Cinquième place    |  |          |
| 2012  | Suède  | Championnat du monde | 3 |    |     | 1,68 | 91,7 |       |    | Cinquième place    |  |          |
| 2014  | Suède  | Jeux olympiques      | 2 |    |     | 0,69 | 97,7 |       |    | Quatrième place    |  |          |
| 2015  | Suède  | Championnat du monde | 0 |    |     |      |      |       |    | Cinquième place    |  |          |